# Alexander Walerjewitsch Lasuschin
Alexander Walerjewitsch Lasuschin (russisch Александр Валерьевич Лазушин; * 9. April 1988 in Jaroslawl, Russische SFSR) ist ein russischer Eishockeytorwart, der seit Dezember 2021 bei Admiral Wladiwostok aus der Kontinentalen Hockey-Liga (KHL) unter Vertrag steht.

## Karriere
Alexander Lasuschin begann seine Karriere als Eishockeyspieler in seiner Heimatstadt in der Nachwuchsabteilung von Lokomotive Jaroslawl, für dessen zweite Mannschaft er von 2003 bis 2007 in der drittklassigen Perwaja Liga aktiv war. Nachdem der Torwart dort auch die Saison 2007/08 begonnen hatte, wechselte er im Laufe der Spielzeit zu Juschny Ural Orsk, für dessen Profimannschaft er in den folgenden eineinhalb Jahren in der Wysschaja Liga, der zweiten russischen Spielklasse, zwischen den Pfosten stand. In seiner ersten Spielzeit wies er dabei einen Gegentorschnitt von 3.18 Gegentoren pro Spiel auf und konnte sich zur zweiten Spielzeit hin auf 1.95 Gegentore pro Spiel verbessern. 
Zur Saison 2009/10 kehrte der Russe zu seinem Heimatverein Lokomotive Jaroslawl zurück, der in der Zwischenzeit in die Kontinentale Hockey-Liga aufgenommen worden war. Nachdem er in der Hauptrunde zunächst ohne Einsatz geblieben war, gab er in den Playoffs sein KHL-Debüt und wies bei seinen vier Einsätzen einen Gegentorschnitt von 3.19, sowie eine Fangquote von 90,0 % auf.
Im Dezember 2010 wechselte er im Tausch gegen Olexander Wjuchin zu Metallurg Nowokusnezk und entwickelte sich bei Metallurg zum Stammtorhüter. Im Januar 2013 wurde sein Vertrag aufgelöst, im Mai des gleichen Jahres wechselte er zum HK Dynamo Moskau. Dort war Lasuschin bis zum Sommer 2017 tätig. Es folgten drei jeweils einjährige Engagement beim HK Lada Toljatti, Kunlun Red Star und seinem Ex-Team Lokomotive Jaroslawl.
Anschließend stand er bei Dinamo Riga und dem slowakischen Klub HC 07 Detva unter Vertrag, ehe er abermals bei Kunlun Red Star anheuerte. Im Dezember 2021 wechselte er innerhalb der KHL zu Admiral Wladiwostok.

## Erfolge und Auszeichnungen
- 2015 KHL-Torwart des Monats Januar